# 토리이 미유키
토리이 미유키(일본어: 鳥居 みゆき とりい みゆき[*], 1981년 3월 18일~)는 일본의 탤런트, 여배우이다.